# Tyniec Mały
Tyniec Mały (niem. Klein Tinz) – wieś w Polsce położona 14 km od Wrocławia. Leży w województwie dolnośląskim, w powiecie wrocławskim, w gminie Kobierzyce.

## Podział administracyjny
W latach 1975–1998 miejscowość administracyjnie należała do województwa wrocławskiego.

## Demografia
Według Raportu o Stanie Gminy Kobierzyce z 2023 r. Tyniec Mały liczył 2040 mieszkańców. Jest czwartą co do wielkości miejscowością gminy Kobierzyce.

## Historia
Pierwsza wzmianka o wsi pochodzi z XII wieku. Kolejny zapis dotyczący wsi pochodzi z roku 1204, w którym Henryk Brodaty m.in. zwolnił posiadłości klasztoru Najświętszej Marii Panny na Piasku od daniny na prawie polskim iure polonico zwanej podworowem. Miejscowość została wymieniona w tym łacińskim dokumencie w staropolskiej, zlatynizowanej formie Tynech. W kolejnym dokumencie z 1217 roku wydanym przez biskupa wrocławskiego Lorenza miejscowość wymieniona jest w formie Tynec, a w roku 1223 Thyncz. Wzmiankowana w łacińskim dokumencie z 1250 roku wydanym przez papieża Innocentego IV w Lyonie gdzie zanotowana została w zlatynizowanej, staropolskiej formie „Tynec”. W roku 1613 śląski regionalista i historyk Mikołaj Henel z Prudnika wymienił miejscowość w swoim dziele o geografii Śląska pt. Silesiographia podając jej łacińską nazwę: Tintz commenda. Nazwa pochodzi od wyrazu tyn, oznaczającego płot, ogrodzenie. Nazwa Tyniec symbolizowała osadę obronną ogrodzoną ostrokołem z drzewa (pale sosnowe).
24 stycznia 1945 we wsi zatrzymała się kolumna więźniów w trakcie Marszu śmierci Fünfteichen - Gross Rosen. Niemieccy strażnicy zamordowali tu kilkadziesiąt osób. Zwłoki 51 ofiar ekshumowano w roku 1975 i przeniesiono na Cmentarz Żołnierzy Polskich we Wrocławiu, a w miejscu mordu postawiono pomnik.
W czasach Polski Ludowej, do połowy lat 80. przez miejscowość przebiegała droga międzynarodowa E83.
W 2006 roku miejscowość obchodziła 800-lecie istnienia.

## Zabytki
Do wojewódzkiego rejestru zabytków wpisany jest:
- kościół Wniebowzięcia Najświętszej Maryi Panny jednonawowy, murowany, zbudowany w 1516 r. - XVI w. w stylu gotyckim, wnętrze barokizowane w 1752 r. - drugiej połowie XVIII w. (np. ambona, ołtarz główny). Z czasów budowy pochodzi późnogotyckie sakramentarium datowane na 1516 r. Na ołtarzu głównym najstarsza w Polsce figura Matki Boskiej Fatimskiej z 1936 roku - fundator - baronowa Maria Josefha von Ruffer, ostatnia właścicielka majątku ziemskiego w Tyńcu Małym, ul. Kościelna 5

inne zabytki:
- monolitowa kapliczka słupowa, późnośredniowieczna, na skwerze przed kościołem[14]
- tablica pamiątkowa na cmentarzu w Tyńcu Małym
- nieistniejący krzyż z Chrystusem malowanym na blasze[15]

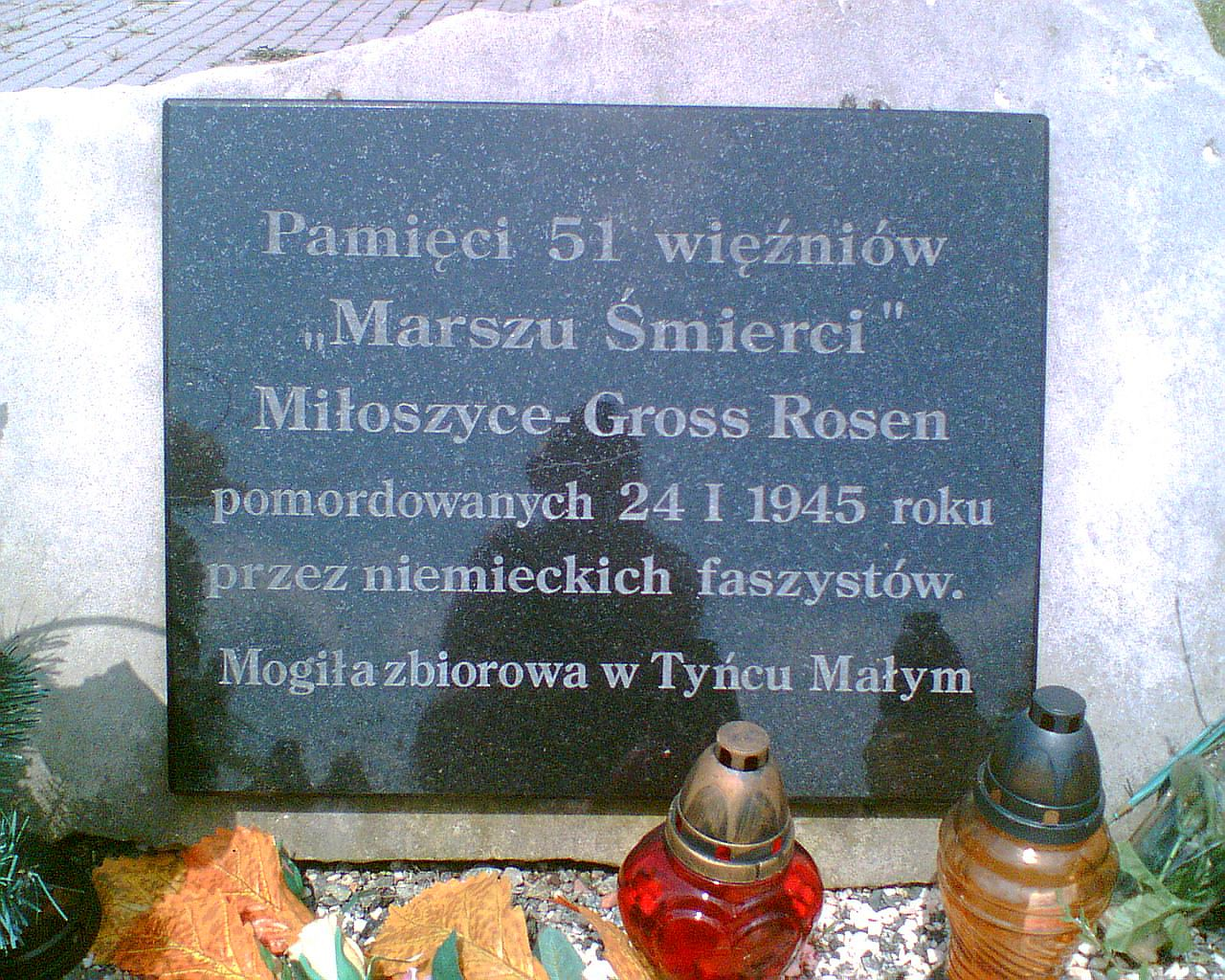
Tablica pamiątkowa na cmentarzu w Tyńcu Małym

## Przemysł
W pobliżu wsi są fabryki LG Group (LG Display, LG Electronics, LG Chem, LG Innotek), Dong Seo Display, Dong Yang Electronics, Toshiby i wielu innych firm, głównie z branży elektronicznej i AGD.